# Papa Eleuterio
Eleuterio (Nicopoli d'Epiro, ... – Roma, 24 maggio 189) è stato il 13º vescovo di Roma e papa della Chiesa cattolica, che lo venera come santo. Fu papa, all'incirca, dal 175 al 189.

## Biografia
Il suo nome in greco significa "liberatore", qualcuno dice che si riferisce al fatto che si trattasse di un liberto, ma la tradizione riporta soltanto che era un diacono della chiesa di Roma.
Egesippo riportava che Eleuterio nacque a Nicopoli, in Mesia, arrivò a Roma sotto papa Aniceto, fu suo diacono, e partecipò, in qualità di segretario, al suo incontro con San Policarpo.
Durante il suo pontificato l'eresia montanista giunse al suo culmine, tanto che, allo scopo di presentare le differenze tra cristiani e montanisti, i cristiani scrissero ben 4 apologie, ma nel 177 si scatenò ugualmente in maniera feroce la persecuzione di Marco Aurelio. Il potere imperiale infatti non distingueva tra cristiani "ortodossi" e cristiani "eretici", e gli atteggiamenti dei montanisti venivano generalmente attribuiti anche ai cristiani, che quindi erano coinvolti nella condanna di quei comportamenti antisociali e contrari alle leggi dello Stato, propri del montanismo, che invece essi stessi avversavano.
Famosi sono i martiri di Lione, soprattutto San Potino, vescovo di Lione, e Santa Blandina; nel racconto del loro martirio e nelle loro lettere, secondo quanto riportava Eusebio di Cesarea, veniva citato anche Eleuterio.
A Roma, sempre nel 177, Sant'Ireneo, futuro vescovo di Lione, accompagnò alcuni vescovi per discutere con Eleuterio il problema del montanismo. Successivamente, anche il vescovo Abercio di Gerapoli in Frigia si recò a Roma per discutere dello stesso problema.
Fu solo con la morte di Marco Aurelio e l'ascesa al trono di suo figlio Commodo che le persecuzioni cessarono e la Chiesa si poté dedicare al problema dell'eresia montanista.
A volte viene rimproverato ad Eleuterio un certo attendismo e un'indecisione nell'intervenire nei confronti di questa eresia. Il suo comportamento potrebbe essere, invece, visto come un atteggiamento diplomatico per cercare di risolvere in maniera indolore la separazione. Atteggiamento che, tuttavia, non portò alcun frutto. Durante il suo pontificato Eleuterio dovette scontrarsi anche con altre eresie che continuavano a propagare le loro dottrine: lo gnosticismo ed il marcionismo.
Il Liber pontificalis, dice che tenne una corrispondenza con un re britannico, Lucio, che era desideroso di essere convertito alla Cristianità.
Questa tradizione (romana, non britannica) non sembra avere fondamento storico. Alla fine del II secolo, infatti, l'amministrazione romana era profondamente radicata in Britannia, quindi non ci sarebbero potuti essere nell'isola dei veri re locali. Che qualche capo tribù, noto come re, avesse potuto chiedere al vescovo di Roma delle delucidazioni sulla fede cristiana sembra abbastanza improbabile per quel periodo. L'assunto, privo di fondamento, contenuto nel Liber pontificalis, non è una base sufficiente per accettare questa asserzione. San Beda il Venerabile, il primo scrittore inglese (673-735) a citare ripetutamente la storia, non la apprese da fonti inglesi, bensì dal Liber Pontificalis.
Secondo alcuni studiosi, tale Britanio potrebbe identificarsi con Lucius Aelius Septimus Megas Abgar IX.
Altri ancora ritengono che sia da identificare con Lucio Artorio Casto.
Per papa Eleuterio non si tramanda notizia di martirio. Dopo la sua morte fu sepolto vicino alla Tomba di Pietro.

## Culto
La sua festa ricorre il 26 maggio.
Dal Martirologio Romano (ed. 2004):
È il patrono di Cupramontana (AN).
Al santo pontefice è dedicato un altare laterale nella chiesa di San Giovanni della Pigna a Roma. Il dipinto di questo altare, raffigurante il Martirio di Sant'Eleuterio, è stato realizzato da Giacomo Zoboli nel 1738.